# De Todas las Flores
De Todas las Flores é o nono álbum de estúdio da cantora e compositora mexicana Natalia Lafourcade, lançado em 28 de outubro de 2022 pela Sony Music Entertainment México. O álbum é composto por 12 faixas originais. Natalia descreveu-o como seu "diário musical", explorando temas de desgosto, perda e dor. Ela se inspirou na natureza, principalmente no jardim de sua casa em Xalapa, Veracruz. O título do álbum "refere-se às flores internas que murcharam e às que ainda florescem". 
Dois singles foram lançados oficialmente acompanhados de um lyric video; O primeiro deles “De todas las flores” foi lançado em 22 de setembro de 2022, e posteriormente “Mi manera de querer” foi publicado em 26 de outubro do mesmo ano.. O álbum é inspirado em uma variedade de gêneros de jazz latino e folk, incluindo bolero, cumbia, bossa nova, samba e son jarocho..  
De todas las flores foi o seu primeiro álbum com material totalmente original em sete anos, desde Hasta la Raíz de 2015. Foi produzido pelo músico franco-mexicano Adán Jodorowsky, que já foi vizinho de Lafourcade na Cidade do México, que também convidou o guitarrista americano Marc Ribot, O baixista americano Sebastián Steinberg e o percussionista francês Cyril Atef para tocarem no álbum. O pianista e arranjador Emilio Dorantes também participa do álbum.

## Faixas
| N.º            | Título                       | Duração |  |
| 1.             | "Vine solita"                | 6:26    |  |
| 2.             | "De todas las flores"        | 5:22    |  |
| 3.             | "Pasan los días"             | 6:43    |  |
| 4.             | "Llévame viento"             | 6:25    |  |
| 5.             | "El lugar correcto"          | 3:51    |  |
| 6.             | "Pajarito colibrí"           | 5:08    |  |
| 7.             | "María la Curandera"         | 6:13    |  |
| 8.             | "Caminar bonito"             | 3:57    |  |
| 9.             | "Mi manera de querer"        | 3:53    |  |
| 10.            | "Muerte"                     | 5:49    |  |
| 11.            | "Canta la arena"             | 6:02    |  |
| 12.            | "Que te vaya bonito Nicolás" | 6:47    |  |
| Duração total: | Duração total:               | 66:36   |  |